# Mexikanische Volleyballnationalmannschaft der Frauen
Die mexikanische Volleyballnationalmannschaft der Frauen ist eine Auswahl der besten mexikanischen Spielerinnen, die die Federación Mexicana de Voleibol bei internationalen Turnieren und Länderspielen vertritt.

## Geschichte

### Weltmeisterschaft
Bei der ersten Teilnahme an einer Volleyball-Weltmeisterschaft belegte die Mexikanerinnen 1970 den zehnten Rang. Vier Jahre später erzielten sie im eigenen Land als Zehnter ihr bestes WM-Ergebnis. Die nächsten beiden Turniere beendeten sie auf den Plätzen 15 und 13. Als sie 2002 wieder dabei waren, reichte es nur noch zum 21. Platz. Vier Jahre später wurde Mexiko unter 24 Teilnehmern Letzter.

### Olympische Spiele
Als Gastgeber erlebten die Mexikanerinnen 1968 ihr einziges olympisches Turnier und wurden Siebter.

### NORCECA-Meisterschaft
Bei der ersten NORCECA-Meisterschaft nutzten die mexikanischen Frauen 1969 ihren Heimvorteil und gewannen gegen Kuba den Titel, den sie zwei Jahre später in Kuba erfolgreich verteidigten. Als die Meisterschaft 1973 nach Mexiko zurückkehrte, wurde der Gastgeber Vierter. Bei den nächsten vier Turnieren belegten die Mexikanerinnen dreimal den dritten Rang (1977 Sechster). Nach dem vierten Platz 1983 fehlten sie 1985 zum ersten Mal. Anschließend wurden sie viermal Vierter und dreimal Sechster, zuletzt 1999 wieder vor eigenem Publikum. 2001 gab es noch einen vierten Platz und nach der verpassten Qualifikation für das Turnier 2003 reichte es 2005 und 2007 nur noch zum siebten und sechsten Rang.

### World Cup
Mexiko hat noch nie am World Cup teilgenommen.

### World Grand Prix
Auch der World Grand Prix fand bisher ohne Mexiko statt.